# 約克維爾 (科羅拉多州)
約克維爾（英語：Yorkville）是位於美國科羅拉多州弗里蒙特縣的一個非建制地區。該地的面積和人口皆未知。

## 地理
約克維爾的座標為38°17′32″N 105°17′25″W / 38.29222°N 105.29028°W，而該地的平均海拔高度為2382米（即7815英尺）。